# Sinekizam
Sinekizam je koncept u urbanizmu koji je skovao Edward Soja, a odnosi se na dinamičku formaciju polisa – unije nekoliko malih urbanih naselja pod upravom "glavnog" grada (ili tzv. grada-države ili urbanog sustava). Sojina defincija sinekizma koju spominje u djelu Writing the city spatially jest "stimulus urbane aglomeracije".

## Društvene znanosti
Iz perspektive društvenih znanosti, sinekizam je "nukleirani i hijerarhijsko ugniježđen proces političkog upravljanja, ekonomskog razvoja, društvenog poretka i kulturnog identiteta" Soja (2000:13-14).
Sinekizam je povezan s bliskošću i sinergijom koja se ponekad javlja kada ljudi dijele zajedničke ideje.
U gusto naseljenim urbanim mjestima postoji potencijal kritične mase za inovacije što nije tipično prisutno u ruralnoj sredini.
U geografiji to stvara i daje važnost gradovima.

## Preporuka za čitanje
- Bell, Thomas L.; Muller, Peter O. (ožujak 2003). "Book Review". Annals of the Association of American Geographers 93 (1): 248–250. ISSN 0004-5608. (pregled Sojinog djela Postmetropolis: Critical Studies of Cities and Regions, ISBN 1-57718-001-1.)
- "Writing the city spatially", City, studeni 2003.